# Mike Crowley
Michael Ryan „Mike“ Crowley (* 4. Juli 1975 in Bloomington, Minnesota) ist ein ehemaliger US-amerikanischer Eishockeyspieler, der im Verlauf seiner aktiven Karriere zwischen 1994 und 2002 unter anderem 67 Spiele für die Mighty Ducks of Anaheim in der National Hockey League (NHL) auf der Position des Verteidigers bestritten hat. Hauptsächlich war Crowley jedoch in der American Hockey League (AHL) und International Hockey League (IHL) aktiv.

## Karriere
Mike Crowley begann seine aktive Laufbahn im Eishockeyteam der Bloomington Jefferson High School, für die er von 1990 bis 1994 aktiv war. Während dieser Zeit wurde er beim NHL Entry Draft 1993 in der sechsten Runde an insgesamt 140. Position von den Philadelphia Flyers aus der National Hockey League (NHL) ausgewählt. Nach Abschluss seiner High-School-Karriere gewann Crowley im Kalenderjahr 1994 die jährlich vergebene Auszeichnung als Minnesota Mr. Hockey, die den besten High-School-Spieler des US-Bundesstaates Minnesota würdigt. Anschließend begann er ein Studium an der University of Minnesota und spielte die folgenden drei Jahre für deren Mannschaft in der Western Collegiate Hockey Association (WCHA), einer Division im Spielbetrieb der National Collegiate Athletic Association (NCAA). Im Frühjahr 1996 gewann Crowley mit dem Team die Meisterschaft der WCHA in Form der Broadmoor Trophy. Am 19. März 1996 wurde der Verteidiger in einem Tauschgeschäft zusammen mit Anatoli Semjonow zu den Mighty Ducks of Anaheim abgegeben, im Austausch wurde Brian Wesenberg zu den Philadelphia Flyers transferiert.
Nachdem Crowley auch die folgende Saison im Team der University of Minnesota verbracht hatte, wurde er zur Saison 1997/98 in den NHL-Kader der Mighty Ducks of Anaheim aufgenommen. Obwohl er in acht NHL-Spielen vier Scorerpunkte erzielte, wurde er danach bis Saisonende zu den Cincinnati Mighty Ducks, dem damaligen Farmteam der Kalifornier, in die American Hockey League (AHL) geschickt. Dort besetzte der Defensivakteur einen Stammplatz und empfahl sich somit zur folgenden Saison für weitere Einsätze in der NHL. Der Verteidiger bestritt im Folgejahr 20 Partien für die Mighty Ducks in der NHL, doch der Durchbruch blieb ihm verwehrt und Crowley wurde daraufhin erneut nach Cincinnati zu deren Farmteam abgegeben. Nachdem sein Vertrag in Anaheim nicht verlängert worden war, unterzeichnete er am 24. August 1999 als Free Agent bei den Long Beach Ice Dogs in der International Hockey League. (IHL) Im Folgejahr kehrte Crowley zu den Mighty Ducks of Anaheim zurück und bestritt 39 Partien in der NHL, in denen er elf Punkte erzielte. In derselben Spielzeit war er außerdem auch für die Grand Rapids Griffins aktiv.
Im Sommer 2001 erhielt er bei den Mighty Ducks keinen neuen Vertrag angeboten und unterzeichnete am 25. Juli 2001 bei den Minnesota Wild. Nachdem er am 2. Oktober 2001 im Trainingslager der Wild eine Verletzung an der Achillessehne erlitten hatte, fiel er beinahe die komplette Saison aus. Letztlich standen für Crowley 22 Einsätze für die Houston Aeros zu Buche, bei einer Bilanz von neun Scorerpunkten. Am 27. September 2002 erklärte er seine aktive Laufbahn im Alter von 27 Jahren für beendet.

### International
Crowley nahm mit der US-amerikanischen Nationalmannschaft an den Weltmeisterschaften 1996 und 1998 teil. Sein größter Erfolg war dabei der Gewinn der Bronzemedaille bei der Weltmeisterschaft 1996.
In seiner Zeit als Juniorenspieler bestritt er für die US-amerikanische U20-Mannschaft die Junioren-Weltmeisterschaft 1995.

## Erfolge und Auszeichnungen
| - 1994 Minnesota Mr. Hockey - 1995 WCHA Rookie of the Year - 1996 Broadmoor-Trophy-Gewinn mit der University of Minnesota - 1996 WCHA First All-Star Team - 1996 NCAA West First All-American Team | - 1997 WCHA Player of the Year - 1997 WCHA First All-Star Team - 1997 NCAA West First All-American Team - 2000 IHL First All-Star Team |

### International
- 1996 Bronzemedaille bei der Weltmeisterschaft

## Karrierestatistik

### International
Vertrat die USA bei:
- Junioren-Weltmeisterschaft 1995
- Weltmeisterschaft 1996
- Weltmeisterschaft 1998

(Legende zur Spielerstatistik: Sp oder GP = absolvierte Spiele; T oder G = erzielte Tore; V oder A = erzielte Assists; Pkt oder Pts = erzielte Scorerpunkte; SM oder PIM = erhaltene Strafminuten; +/− = Plus/Minus-Bilanz; PP = erzielte Überzahltore; SH = erzielte Unterzahltore; GW = erzielte Siegtore; 1 Play-downs/Relegation; Kursiv: Statistik nicht vollständig)